# Kabinett Depretis VI
Das Kabinett Depretis VI regierte das Königreich Italien vom 30. März 1884 bis zum 29. Juni 1885. Nach den Kabinetten Depretis IV und V führte Ministerpräsident Agostino Depretis zum dritten Mal in Folge die Regierung an. 
Das Kabinett Depretis V war das 23. Kabinett des Königreiches. Es war ein Jahr, zwei Monate und 30 Tage im Amt und wurde im Stile des Trasformismo von den moderaten Flügeln der Historischen Linken (italienisch Sinistra storica) und Historischen Rechten (Destra storica) gestützt. Depretis reichte am 17. Juni 1885 seinen Rücktritt ein, nachdem der Haushalt des Außenministeriums nur mit knapper Mehrheit vom Parlament gebilligt worden war. König Umberto I. übertrug ihm darauf zum vierten Mail in Folge den Auftrag eine Regierung zu bilden, worauf Depretis wenige Tage später das Kabinett Depretis VII vorstellte.

## Minister

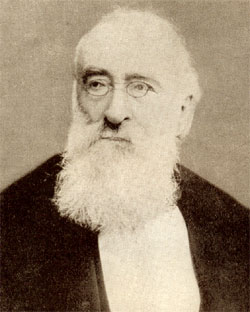
Agostino Depretis

| Ministerien                          | Name                                                                               |
| ------------------------------------ | ---------------------------------------------------------------------------------- |
| Ministerpräsident                    | Agostino Depretis                                                                  |
| Äußeres                              | Pasquale Stanislao Mancini                                                         |
| Inneres                              | Agostino Depretis                                                                  |
| Justiz und Kirchenangelegenheiten    | Nicolò Ferracciù (bis 23. November 1884) Enrico Pessina (ab 24. November 1884)     |
| Krieg                                | Emilio Ferrero (bis 23. Oktober 1884) Cesare Ricotti-Magnani (ab 24. Oktober 1884) |
| Marine                               | Benedetto Brin                                                                     |
| Finanzen                             | Agostino Magliani                                                                  |
| Schatz                               | Agostino Magliani (geschäftsführend)                                               |
| Öffentliche Arbeiten                 | Francesco Genala                                                                   |
| Bildung                              | Michele Coppino                                                                    |
| Landwirtschaft, Industrie und Handel | Bernardino Grimaldi                                                                |